# Ascaridinae

Az Ascaris nem életciklusa

Az Ascaridinae az orsóférgek (Ascarididae) családjának névadó alcsaládja két nemmel. A család valamennyi faja élősködő.

## Származásuk, elterjedésük
Az összes szárazföldön megtalálhatók, még az Antarktiszon is.

## Megjelenésük, felépítésük
Az elülső végükön három „ajkuk” van. Az ajkak között gyakran bőrredők alakulnak ki.

## Életmódjuk, élőhelyük
Szárazföldi gerincesek élősködői.
Életciklusuk rendkívül bonyolult, több szakaszos. Petéik az ürülékkel jutnak ki a növényekre, és a megett növényekből a fogyasztókba. Ha túlélik a gyomor savas közegét, változatos helyeken telepszenek meg; így például jávorszarvasok tüdejében és májában találtak "rip egg" fázisú petéket. A felnőtt férgek a tápcsatornába vándorolnak, és többnyire a vastagbélben okoznak diverticulumokat (kitüremkedéseket), amik akár a bél elzáródásához is vezethetnek.